# Cercle Athlétique Bastiais
El Cercle Athlétique Bastiais (o CA Bastia) és un club de futbol de la ciutat de Bastia (Còrsega) que milita a la lliga francesa de futbol. En l'actualitat (2013) el presideix Antoine Emmanuelli. El 2013-2014 jugà per primer cop a la 2a. divisió francesa.

## Història
El CA Bastia va ser fundat el 1920 a la seva ciutat actual, Bastia, i fou el primer club de la ciutat afiliat a la Federació Francesa de Futbol, abans i tot que el seu veí Sporting Club de Bastia. Entre 1922 i 1926, el club manà en el futbol cors en guanyar el campionat insular cada any. Tornà a ser-ho el 1933, gràcies al duet Dominique Mori-Antoine Franceschetti. Aquest darrer, de malnom "le sanglier du maquis", jugà posteriorment al Cannes de primera divisió. El club accedí al 4t nivell nacional (CFA, o Campionat de Futbol Amateur de França) el 1977 per primer cop. El 1988, l'equip es fusionà amb el Gallia Lucciana i l'AS Toga Cardo per poder utilitzar les instal·lacions de Lucciana, i adoptà el nom de Cercle athlétique bastiais Gallia Lucciana. La unió es desfeu el 2003.
Un gran nombre d'antics futbolistes professionals corsos, o joves sorgits de les pedreres dels dos clubs professionals de l'illa (l'SC Bastia i l'AC Ajaccio) han passat pel CA Bastia o hi juguen en l'actualitat (Caffarel, Longue, Secondi, Lamberti, Ayad, Eboki-Poh, Paoli, Lucchini, Ouédraogo).
A la fi de la temporada 2011-2012, el CA Bastia pujà al nivell superior, National, en acabar primer del seu grup del CFA amb 101 punts. S'ajuntà així als èxits dels altres clubs de l'illa en la famosa "primavera del futbol cors" (permanència de l'AC Ajaccio a 1a., ascens de l'Sporting Club de Bastia a 1a., ascens del Gazélec Ajaccio a 2a.). El 2013, el club acabà tercer del campionat de National, amb sorpresa general perquè durant la temporada mai no havia pujat més amunt de la quarta plaça. D'aquesta manera, el club jugaria a 2a. divisió a la temporada 2013-2014 per primera vegada a la seva història.

## Palmarès
- 1 Lliga francesa de quarta divisió: 2012
- 11 Lliga corsa (DH): 1923, 1924, 1925, 1926, 1933, 1972, 1975, 1977, 1988, 1997, 2001
- 8 Copa de la Lliga corsa: 1952, 1973, 1976, 1990, 1999, 2003, 2008, 2009

## Jugadors destacats
- Kassi Ouédraogo
- Lilian Nalis
- Tony Vairelles
- Patrick Beneforti